# Carlota de Mena i Zamora
Carlota de Mena i Zamora (Tortosa, Baix Ebre, 13 de febrer de 1845 - Manresa, 29 de desembre de 1902) va ser una actriu catalana de la segona meitat del segle xix. Aplaudida per la seva versatilitat a l'hora de representar tota mena d'obres i papers, des de les protagonistes de les primeres obres de Guimerà, o les de Frederic Soler, fins a les peces d'Henrik Ibsen o Ignasi Iglesies.

## Biografia
Carlota era filla de Miquel de Mena, natural de Barcelona, i de l'actriu Dolors Zamora de Mena, natural de Sevilla, amb qui va debutar als nou anys fent petits papers a la companyia de Julián Romea. Ja el 1860 va entrar a treballar al teatre Odeon, on s'estaria fins al 1872, amb la seva mare i Gaietana Vidal i sota la direcció d'Andrés Cazurro. Es va casar en primeres núpcies amb Josep Delhom i Julià, amb qui va tenir una filla que també actuaria amb ella alguns anys, Dolors Delhom i de Mena. El 1872 coneix Antoni Tutau, amb qui funda la seva pròpia companyia, que esdevindria la principal rival del Romea, i on esclataria finalment el seu èxit. Després de la mort del seu primer marit, Josep Delhom, es va casar amb Tutau amb qui, a part de la relació artística, la unia una relació sentimental.
La companyia Tutau-Mena es va emplaçar inicialment al teatre Principal des del 1880 fins al 1883. Aquell mateix any apareix al Liceu i al Tivoli fins que el 1886 s'instal·la definitivament al Novetats, on estrenaren alguns dels grans èxits de Guimerà, com El fill del rei (1886), La boja (1890) o L'ànima morta (1892).
Adrià Gual, a les seves memòries, la descriu en els termes següents: Carlota de Mena era una dona bellíssima i d'un caient natural de senyoria. Amb els ulls oberts a les realitats presents, tot d'una els endevinàveu somniosos i transportats. La seva veu tenia el to vellutat de la viola d'amor, i la modulava meravellosament sense cap mena d'afectació, aplicant-la, però, amb solemnitat i justesa a totes les gradacions de l'emoció. Ni els estiregassals avesats del melodrama, ni els corrents de la paorosa rutina no havien pogut fer clot a les reserves del seu bon gust, i era tothora una veritable figura de teatre, perquè reunia als dots de la veu i del gest afable i solemniós una presència excepcionalment austera i decorativa.
Els seus fills, Dolors i Carles Delhom, van ser també actors. L'any 1898 va morir el seu segon marit Antoni Tutau i el desembre de 1902 va morir ella d'una apoplexia mentre representava Locura de amor, de Tamayo y Baus, un dels seus principals èxits.

## Trajectòria professional
- 1866, 4 d'octubre. Si us plau per força, original de Frederic Soler, estrenada al teatre de l'Odèon de Barcelona (en el paper de Maria.)
- 1866, 4 d'octubre. Coses de l'oncle!, original de Frederic Soler, estrenada al teatre de l'Odèon de Barcelona (en el paper d'Albina.)
- 1866, 18 d'octubre. Un pa com unes hòsties, original de Marçal Busquets, estrenada al teatre de l'Odèon de Barcelona (en el paper de Donya Clara.)
- 1866, 8 de novembre. Un embolic de cordes, original de Josep Maria Arnau, estrenada al teatre de l'Odèon de Barcelona (en el paper de Marcel·lina.)
- 1866, 7 de desembre. Les relíquies d'una mare, original d'Antoni Ferrer i Codina, estrenada al teatre de l'Odèon de Barcelona (en el paper d'Esperança.)
- 1866, 20 de desembre. Les modes, original de Frederic Soler, estrenada al teatre de l'Odèon de Barcelona (en el paper de Sara.)
- 1867, 10 de gener. La vida a l'encant, original de Conrad Roure, estrenada al teatre de l'Odèon de Barcelona (en el paper de Carme.)
- 1867, 31 de gener. La virtut i la consciència, original d'Eduard Vidal i de Valenciano, estrenada al teatre de l'Odèon de Barcelona (en el paper d'Angeleta, 17 anys.)
- 1868, 10 de febrer. La sabateta al balcó, original de Frederic Soler, estrenada al teatre de l'Odèon de Barcelona (en el paper d'Helena.)
- 1868, 22 de novembre. La pietat del cel, original de Joan J. Clot, estrenada al teatre de l'Odèon de Barcelona (en el paper de Clara, 18 anys.)
- 1869, 19 de març. Les heures del mas de Frederic Soler. Estrenada al Teatre de l'Odèon de Barcelona (en el paper de Blanca).
- 1873, 21 de febrer. El primer any republicà de Rossend Arús i Arderiu. Estrenada al teatre de l'Olimp de Barcelona.
- 1873, 16 de juliol. Rialles i ploralles de Francesc Ubach i Vinyeta. Estrenada al teatre Novetats de Barcelona (en el paper de Roseta.)
- 1879, 8 de maig. Gal·la Placídia d'Àngel Guimerà. Estrenada al teatre Novetats de Barcelona (en el paper de Gal·la Placídia).
- 1879, 21 de setembre. El cuchillo de plata, original d'Eduard Vidal i de Valenciano i Josep Roca i Roca. Estrenada al teatre Espanyol de Barcelona (en el paper de Marta.)
- 1881, 7 de desembre. L'anada a Montserrat, original d'Eduard Aulès i Albert de Sicília Llanas. Estrenada al teatre Novetats de Barcelona (en el paper de Donya Rosa.)
- 1884, 15 de març. La taverna d'Eduard Vidal i de Valenciano. Estrenada al teatre del Tívoli de Barcelona (en el paper de Gervàsia).
- 1885, 14 de març. María Antonieta, reina de Francia, original de Paolo Giacometti, arranjada per Eduard Vidal i de Valenciano. Estrenada al teatre del Tívoli, de Barcelona (en el paper de María Antonieta).
- 1885, 7 de desembre. La portera de la fábrica, original d'Alfredo Moreno Gil. Estrenada al teatre Novetats de Barcelona (en el paper de Marta Rosier/Nicolasa Ferrier.)
- 1886, 7 de gener. No es tan fiero..., original d'Albert de Sicília Llanas. Estrenada al teatre de Novetats de Barcelona (en el paper de Matilde.)
- 1886, 17 de febrer. Mal pare!, original de Josep Roca i Roca. Estrenada al teatre Novetats de Barcelona (en el paper de Maria, 23 anys.)
- 1886, 24 de març. El fill del rei d'Àngel Guimerà. Estrenada al teatre Novetats de Barcelona.
- 1886, 14 de maig. Primavera i tardor, original de Rossend Arús. Estrenada al teatre de Novetats de Barcelona (en el paper d'Elvira, 20 anys.)
- 1886, 6 de novembre. L'escaleta del costat, original de Teodor Baró. Estrenada al teatre Catalunya de Barcelona (en el paper de Donya Agneta.)
- 1886, 24 de novembre. El bordet original de Josep Roca i Roca. Estrenada al teatre Catalunya de Barcelona (en el paper de Rosa, 42 anys.)
- 1886, 7 de desembre. María Menotti o la loca de los Alpes d'Alfredo Moreno Gil. Estrenada al teatre Catalunya de Barcelona (en el paper de Marieta).
- 1887, 19 de gener. Gent de mar de Joaquim Riera i Bertran. Estrenada al teatre Catalunya de Barcelona (en el paper de Donya Mercè).
- 1887, 3 de març. El maldito ó Un río de oro, original d'Eloy Perillán Buxó. Estrenada al teatre de Catalunya de Barcelona (en el paper de Rosa del Valle.)
- 1887, 19 de març. El salto del torrente, original d'Alfredo Moreno Gil. Estrenada al teatre Catalunya de Barcelona (en el paper d'Estela.)
- 1889, 6 de febrer. La desheredada, arranjament d'un melodrama francès, a càrrec de Jaume Capdevila. Estrenat al teatre Novetats de Barcelona (en el paper de Magdalena.)
- 1890, 14 d'octubre. Sogra i nora, original de Josep Pin i Soler, estrenada al teatre Novetats de Barcelona (en el paper d'Enriqueta, la Nora.)
- 1890, 15 de novembre. La boja, original d'Àngel Guimerà. Estrenada al teatre Novetats de Barcelona.
- 1891, 11 de novembre. La payesa del Montseny, original d'Alfredo Moreno Gil. Estrenada al teatre Novetats de Barcelona.
- 1892, 18 de febrer. La sirena, original de Josep Pin i Soler. Estrenada al teatre Novetats de Barcelona (en el personatge de La Pitera de l'Hostal, 35 anys.)
- 1892, 14 de maig. L'ànima morta d'Àngel Guimerà. Estrenada al teatre Novetats de Barcelona (en el paper d'Egla).
- 1893, 1 d'abril. Los héroes del Bruch, original d'Alfredo Moreno Gil. Estrenada al teatre Novetats de Barcelona (en el paper de Teresa.)
- 1899, 7 de març. Foc follet d'Ignasi Iglesias. Estrenada al teatre Romea (en el paper de Senyora Balbina).
- 1901, 23 de desembre. La herencia del Niño Dios, original de Gonçal Jover i Salvi Valentí. Estrenada al teatre Novetats de Barcelona (en el paper de Margarita.)